# Sønderjysk Kaffebord

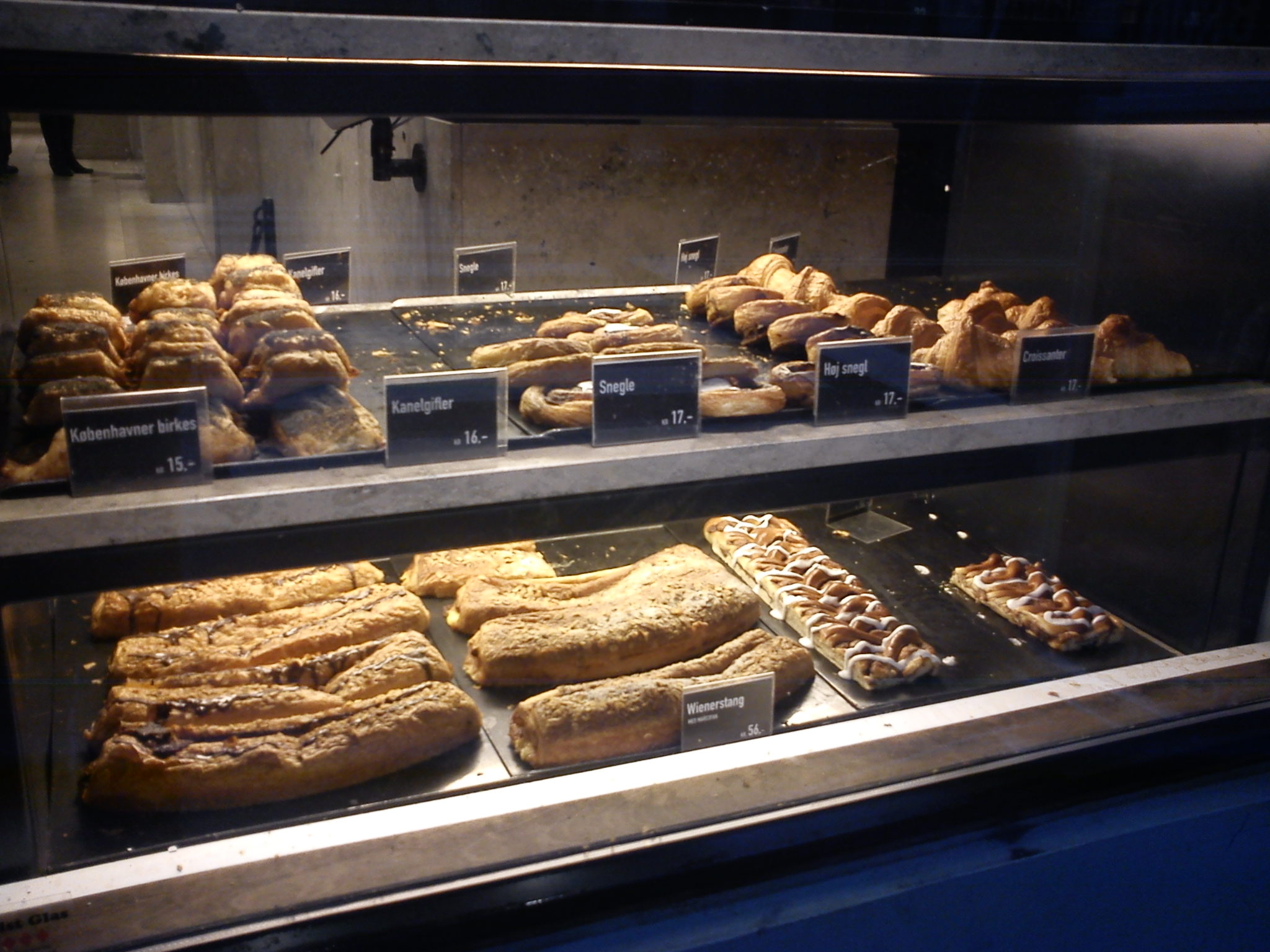
Variationen von wienerbrød, Kopenhagener Gebäck.

Das Sønderjysk Kaffebord (dt. wörtlich Süderjütische Kaffeetafel) ist vor allem in Sønderjylland/Nordschleswig, aber auch in anderen Landesteilen Dänemarks verbreitet.
Eine klassische Kaffeltafel, zu der nach dem Abendessen geladen wird, besteht neben Kaffee und Tee aus mehreren Torten, Kuchen und Gebäck. Es können bis zu 14 verschiedene Kuchen und Torten sein. Daneben können Krapfen (Æbleskiver) oder Schmalzgebäck gereicht werden. Insgesamt sollten mindestens 21 verschiedene Kuchen, Torten und Gebäcke angeboten werden. Das Kaffebord wird meistens zu besonderen Gelegenheiten wie Geburtstagen oder Familienfesten zubereitet.
Die geradezu sprichwörtliche Opulenz des Sønderjysk Kaffebord nahm Siegfried Lenz in seiner launigen Milieuschilderung „Kummer mit jütländischen Kaffeetafeln“ aufs Korn:

„[...] die erste Großtorte, die lagkage, der Stolz der Hausfrau [...]: Wie viele Schichten waren da verständig übereinandergelegt, der Boden erinnerte an Jütlands sandgraue Küsten, die Füllung an seine dunkle Torferde, etwas Versteiftes, Klumpiges gemahnte an einheimische Hünengräber, und beim Anblick der lastenden Sahneschichten mußte ich an jütländische Winter denken. Der Moränenschutt, fast unnötig zu sagen, entpuppte sich auf der Zunge als Nußsplitter. Eine ganze Geologie der Gaumenfreude präsentierte sich uns da, und ich wäre in Andacht versunken, wenn Atemnot mir nicht zugesetzt hätte.“

Die Tradition der Kaffeetafeln reicht weit ins 19. Jahrhundert zurück. Entscheidend war jedoch die Zeit der Zugehörigkeit Schleswigs zu Preußen-Deutschland, als die preußischen Behörden politische oder bier- und schnapsselige Zusammenkünfte verboten: Die antideutsche Stimmung weiter Kreise sollte nicht in Tumulten enden. Statt in Kneipen trafen sich Dänen in eigens errichteten Versammlungshäusern, statt Alkohol wurde Kaffee ausgeschenkt. Daraus entwickelte sich rasch ein Wettstreit, wer die üppigsten „Kuchenorgien“ ausrichtete.

## Weblink
- Inge Adriansen: Sprog & kultur – Det sønderjyske kaffebord (dän.) Grænseforeningen, 2012